# Ford F-150
La camioneta pick-up Ford F-150, de la línea Ford F-Series, es un modelo fabricado por Ford Motor Company. Actualmente es la camioneta más vendida en Estados Unidos.

## Primera generación (1975-1979)
La primera generación de esta camioneta salió al mercado en 1975, momento en el que se introdujo entre la F-100 y la F-250 para evitar ciertas restricciones de control de emisiones.
En 1978 tuvo un rediseño menor, ya que los faros cuadrados sustituyeron a los redondos de los modelos anteriores en los acabados superiores, como el Lariat y el Ranger y se convirtieron en equipamiento de serie en 1979.
Adicionalmente, en 1978 el Ford Bronco se rediseñó para convertirlo en una variante del pick-up de la serie F.

## Segunda generación (1980-1986)
En 1980 la F-150 fue rediseñada con un chasis totalmente nuevo y más grande. El diseño exterior de la camioneta fue ajustado para mejorar la aerodinámica y la economía de combustible.
La Ford F-150 que se produjo de 1980 a 1986 llevaría el mismo diseño del interior hasta 2000 (aunque las camionetas fueron rediseñadas de nuevo en 1987 y 1992) con cambios muy sutiles, como el cristal de la ventana, el frontal y la electrónica.
En un movimiento hacia la eficiencia de combustible, Ford retiró los motores de la serie M (5.8L, 6.6L, 351M y 400 CI V8) en 1981 y añadió el 4.2L, el 255 CI, el 5.8L y el 351 C.I Windsor V8. El 255 V8 fue simplemente un 5.0L 302 V8 con un diámetro más pequeño, construido específicamente para una mejor economía de combustible, pero fue eliminado en 1982 debido a que poseía poca potencia y baja demanda. 
Para 1982 y 1983, el 3.8L 230 C.I. Essex V6 fue el motor de base, pero se abandonó rápidamente para el modelo 1984. En 1983 Ford agregó energía diésel a la F-150 a través de una asociación con International Harvester (más tarde Navistar). 
El 6.9L, 420 C.I. IDI V8 produce una potencia de salida similar al 351 Windsor V8, de combustible del 4.9L L6. 1985 fue el primer año de la inyección electrónica de combustible en el 5.0L V8, todos los demás motores siguiendo su ejemplo en 1988. Hubo una nueva versión de alto rendimiento del motor 5.8L Windsor en 1984.

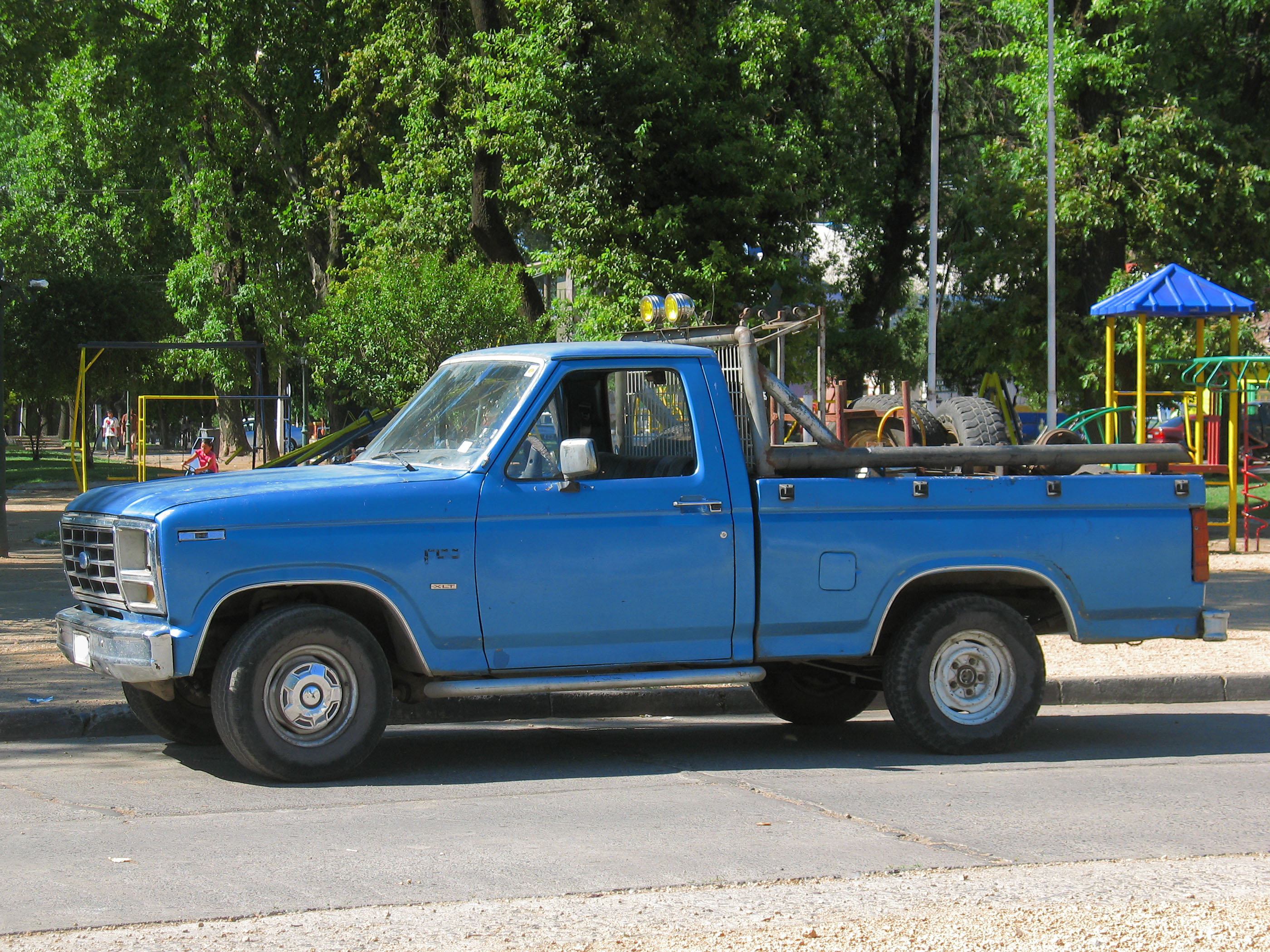
Vista lateral (modelo de segunda generación XLT)

Cabe mencionar que se hizo un cambio notable en la F-150 a partir de 1982, en el cual se reemplazó la palabra Ford en mayúsculas y se añadió el ovalo azul en el centro de la parrilla. También se descatalogaron las ediciones Ranger y Custom.
En 1983 marcó el último año de la Ford F-100, haciendo que la F-150 la reemplazara como la camioneta ligera disponible en el mercado. Las F100 y F150 eran prácticamente idénticas, con la excepción de frenos más pequeños y un patrón de pernos 5 x 4.5 en los ejes de la F100, a diferencia de 5 x 5.5 en la F150.
En 1986 fue el último en el que la Ford F-150 estuvo disponible con una caja de cambios manuales de 3 velocidades, a través de una palanca instalada en la columna de dirección. Este fue el penúltimo vehículo en los Estados Unidos que ofreció esta configuración. 1986 fue también el último año en el que el paquete Explorer estaba disponible. Esta es la primera generación de camionetas en incorporar equipamiento como espejos eléctricos, elevalunas eléctrico, y seguros eléctricos.

## Tercera generación (1987-1991)

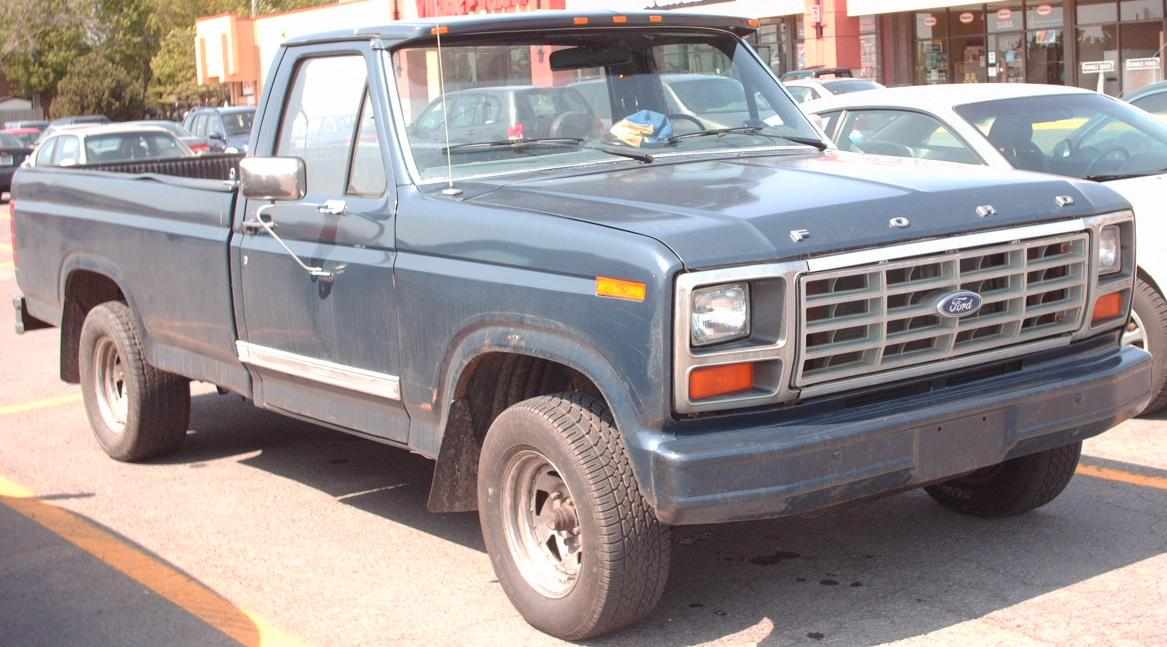
Vista frontal (modelo de tercera generación)

Ford en 1987 realizó en el mismo estilo de la carrocería como la primera generación, todavía lucía un nuevo frontal redondeado que la mejora de la aerodinámica, así como la suavización de las líneas del cuerpo alrededor de la parte trasera de la cama y guardabarros arcos alrededor de los rines de las ruedas. El interior también fue rediseñado por completo en 1987. El ajuste personalizado hizo una reaparición de la octava generación. En 1987, el 4.9L I6, 5.8L V8 y 7.5L, 460 C.I. V8 ganó inyección electrónica de combustible aumentando la capacidad de almacenamiento de combustible a 150 L para otorgarle mayor autonomía, en sus modelos Ford Lariat y camiones Ford 350. Navistar también aumentó el desplazamiento de su V8 6.9L este año, lo que resulta en el nuevo 7.3L, 444 CI IDI V8. Este fue también el primer año de una transmisión de sobremarcha manual de 5 velocidades, que incluyó el Mazda M5OD en la década de F150 y el ZF5 de alta resistencia en la década de F250 y del F350, manuales de 4 velocidades se retiraron como equipamiento de serie a partir de 1987, pero estaban disponibles como opción de cliente ordenada hasta 1991. en 1990, el C6 3 velocidades automática fue sustituido como la transmisión automática de base con el E4OD, una unidad de control electrónico de sobre marcha automática de 4 velocidades (disponible al final del año la producción de 1989, pero anunció para 1990), aunque el C6 todavía estaba disponible como una opción, sobre todo en la F250 y F350, hasta 1997.

## Cuarta generación (1992-1996)

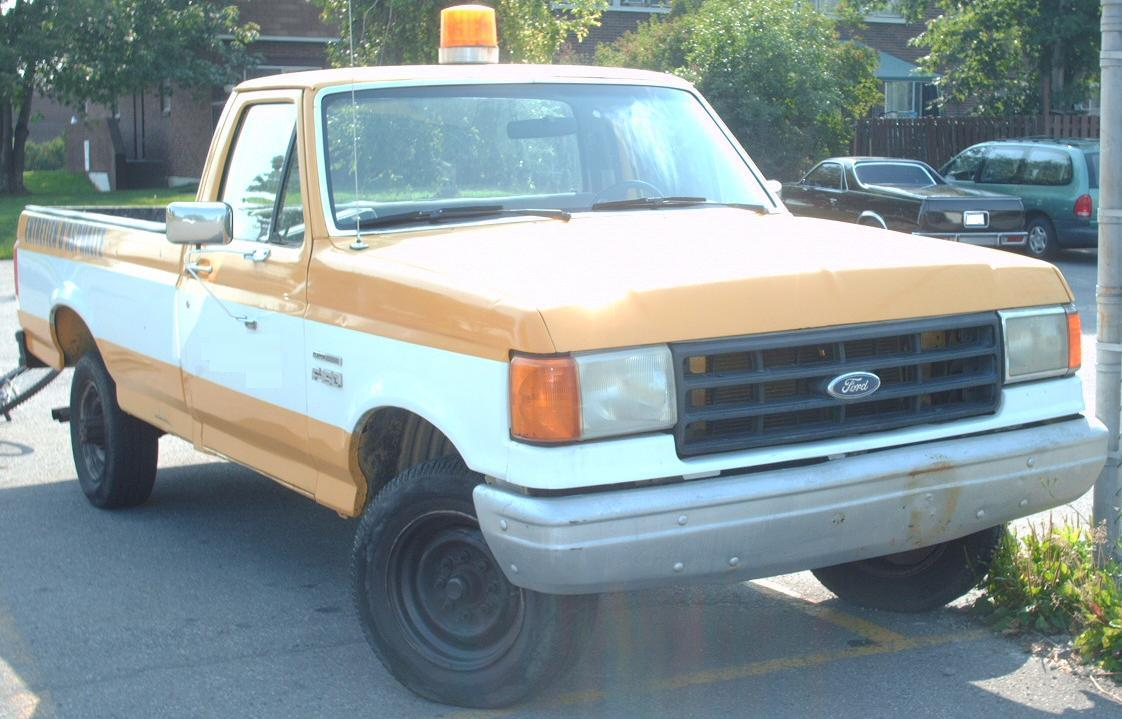
Vista frontal (modelo de cuarta generación)

La F-150 sufrió otra actualización cosmética de menor importancia para el año modelo 1992; de nuevo, un frontal actualizado centra en aumentar su aerodinámica. La actualización también trajo la F-150 en línea con la Ranger y el Explorer estilísticamente. El interior fue también, una vez más, rediseñado en este momento. Una importante actualización interior incluyó la adición de altavoces traseros. Los modelos SuperCab de esta generación se caracterizan por ventanas laterales individuales para el asiento trasero en lugar de una configuración de doble ventana. Ford ofreció un paquete de 75 aniversario de su F-150 en 1992, que consistía en un paquete de banda, un paso de paragolpes de color plata y los logotipos especiales del 75 aniversario. El nombre XLT Lariat fue acortado a simplemente XLT en 1992 y base de camión de Ford, una vez más perdió su etiqueta personalizada y se convirtió en el XL. La cama Flareside, no disponible desde 1987, regresó en los modelos 1992. En lugar de la cama de la recolección tradicional visto antes, el nuevo Flareside prestado gran parte de su carrocería trasera desde la doble rueda trasera de la F-350. En 1993, debutó la versión de alto rendimiento, conocida como Lightning. Contaba con un motor de 5.8 L con culatas GT40 (disponible también en el Mustang Cobra 5.0), levas, pistones, encabezados, escape doble, enfriador de aceite y programación informática para el motor modificado. El camión estaba disponible con una transmisión automática E4OD reprogramado con un enfriador auxiliar. El eje trasero era una unidad de deslizamiento limitado con 4.10: 1 de apalancamiento. La "Lightning" fue la respuesta directa a la Chevrolet 454 SS, la cual contaba con un motor de 7.4L. Ford agregó una luz de freno en lo alto de la cabina de los modelos de 1994. Mejoraron la seguridad de este año incluyendo un paquete de seguridad con entrada sin llave a distancia y alarma de intrusión. También traía de serie el airbag de conductor en el F-150 por primera vez.

En 1994, Ford introdujo la edición Eddie Bauer contando como colores principales negro, blanco, azul y verde. En la parte de abajo tenían estribos de color marrón y la firma Eddie Bauer en los costados. Los modelos SuperCab fueron equipados con una nueva separación 40/20/40 banqueta / cubo. Los que tenían configuración 50/50 de asientos anteriores desaparecieron.

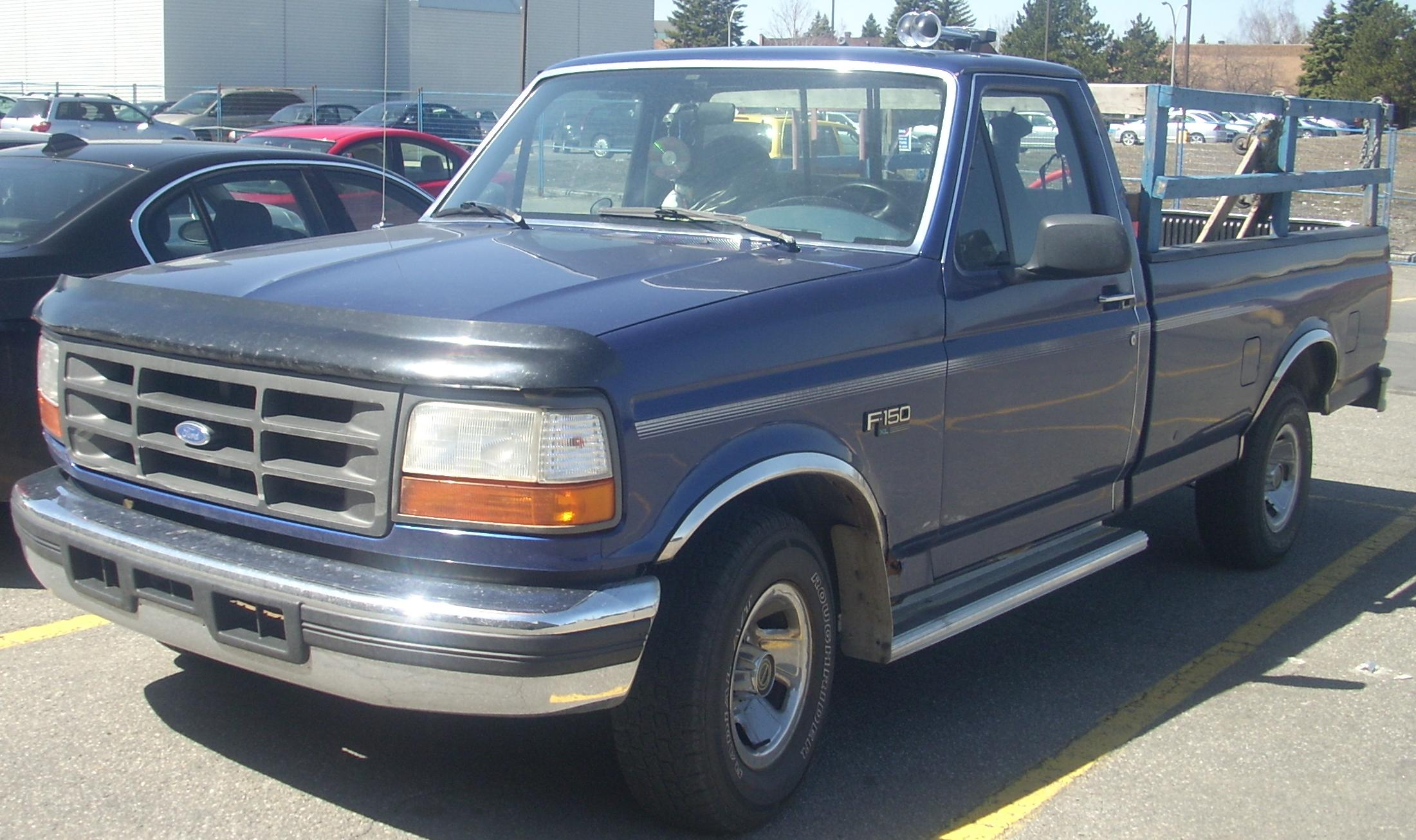
Vista frontal (modelo de cuarta generación XL)

A partir de 1995, Los camiones de servicio mediano recibieron su primera actualización exterior desde 1980; este integra los indicadores y la parrilla. Ford ofreció los modelos F-250 y F-350 no sólo con motores de gasolina, pero con nuevos motores diésel rediseñados. Antes de 1994 Ford montaba un motor diésel de 7,3L en la mayoría de sus camiones pesados. El diésel 7,3L fue fabricado por la empresa Navistar. Antes de 1994 todos los motores diésel de 7,3L tenían un sistema de combustible de inyección indirecta y por lo general no vienen equipados con un turbocompresor. En 1994-5, Navistar mejoró el 7.3 diésel y añadió un sistema de inyección directa de combustible, inyectores más grandes de un solo tiro, un turbocompresor y varillas de empuje de nuevo diseño. Ford nombra el nuevo motor diésel el Powerstroke. El Powerstroke trajo un mejor rendimiento, potencia y capacidad de remolque en camiones Ford. El F-150 cambió muy poco para el modelo 1996, el último año antes de que recibiese un importante rediseño. El F-250 y F-350 sin embargo se mantendrían sin cambios hasta 1997. El diésel 7.3 Powerstroke duró hasta 2003 cuando fue sustituido por el 6.0 Powerstroke. En 1999, un intercooler y nuevos vástagos se incluyeron en todos los motores diésel Powerstroke. 

## Quinta generación (1997-2003)

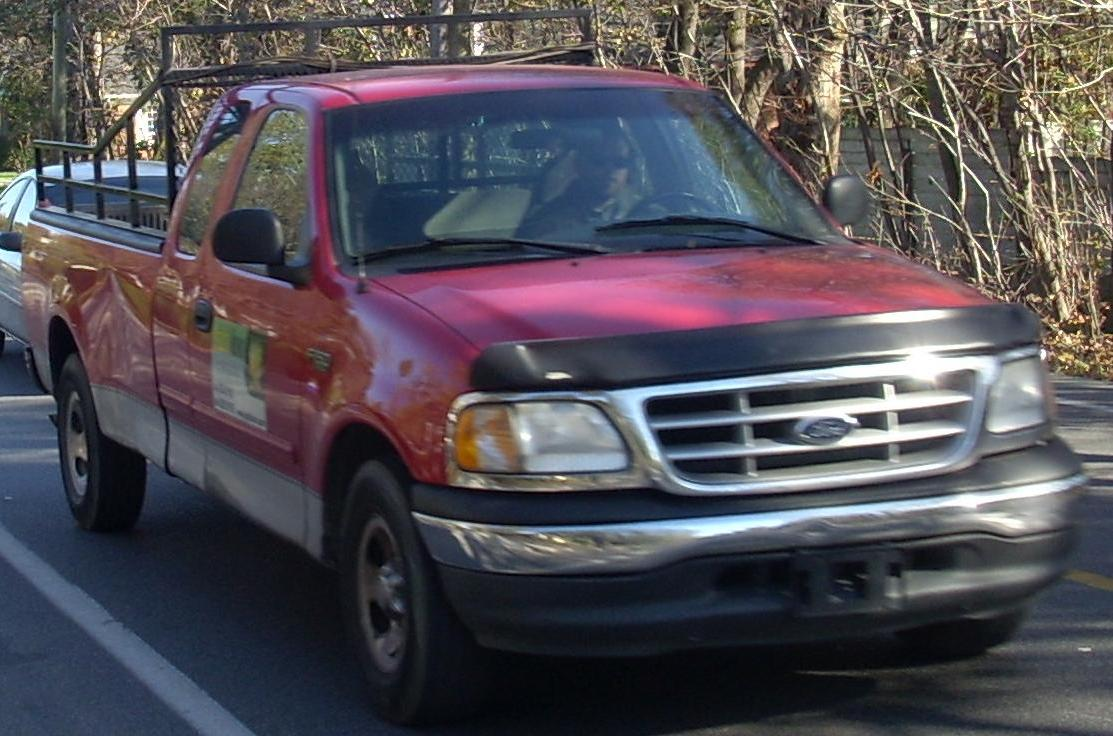
Vista frontal (modelo de quinta generación extended)

A finales de 1996, la 1997 F-150 fue rediseñada desde cero por primera vez desde 1980: con estilo redondeado permitido para mejorar la aerodinámica, un interior más grande y mejor economía de combustible. Compartía un motor V6 similar con el Tauro / Windstar y un motor V8 con el Crown Victoria y el Mustang, a finales de 1997 la F-150 recibió un nuevo motor de 5.4L. Para mejorar el acceso de los asientos traseros, se añadió una tercera puerta a modelos SuperCab; en 1998, se convirtió en SuperCab cuatro puertas. Para 2001, se añadió la SuperCrew; que combina el asiento más grande.
Esta generación de la serie F marcó la división de la F-150 para pick-ups de trabajo pesado. Para el año 1997, todos los F-150 y F-250 utilizaban el nuevo chasis, las F-250 y camionetas más grandes permanecieron en la plataforma existente. Para el año 1998, sólo el F-150 y F-250 fueron producidas. En 1999, el F-250 rebadged el F-150 7700, y una nueva línea fue introducida, la Ford Super Duty. Los modelos Super Duty oscilaron entre el F-250 a la F-750; el F-250 a F-550 (este último es un modelo de chasis-cabina) eran fabricadas y destinadas a sustituir al F-250 a F-Super Duty, mientras que la F-650 / F-750 era una empresa conjunta con International, un reemplazo para los camiones de servicio mediano anteriores. En 1999, Ford desarrolló y lanzó el motor Triton V10, 6.8L 305 caballos de fuerza y 425 libras-pie de torque.

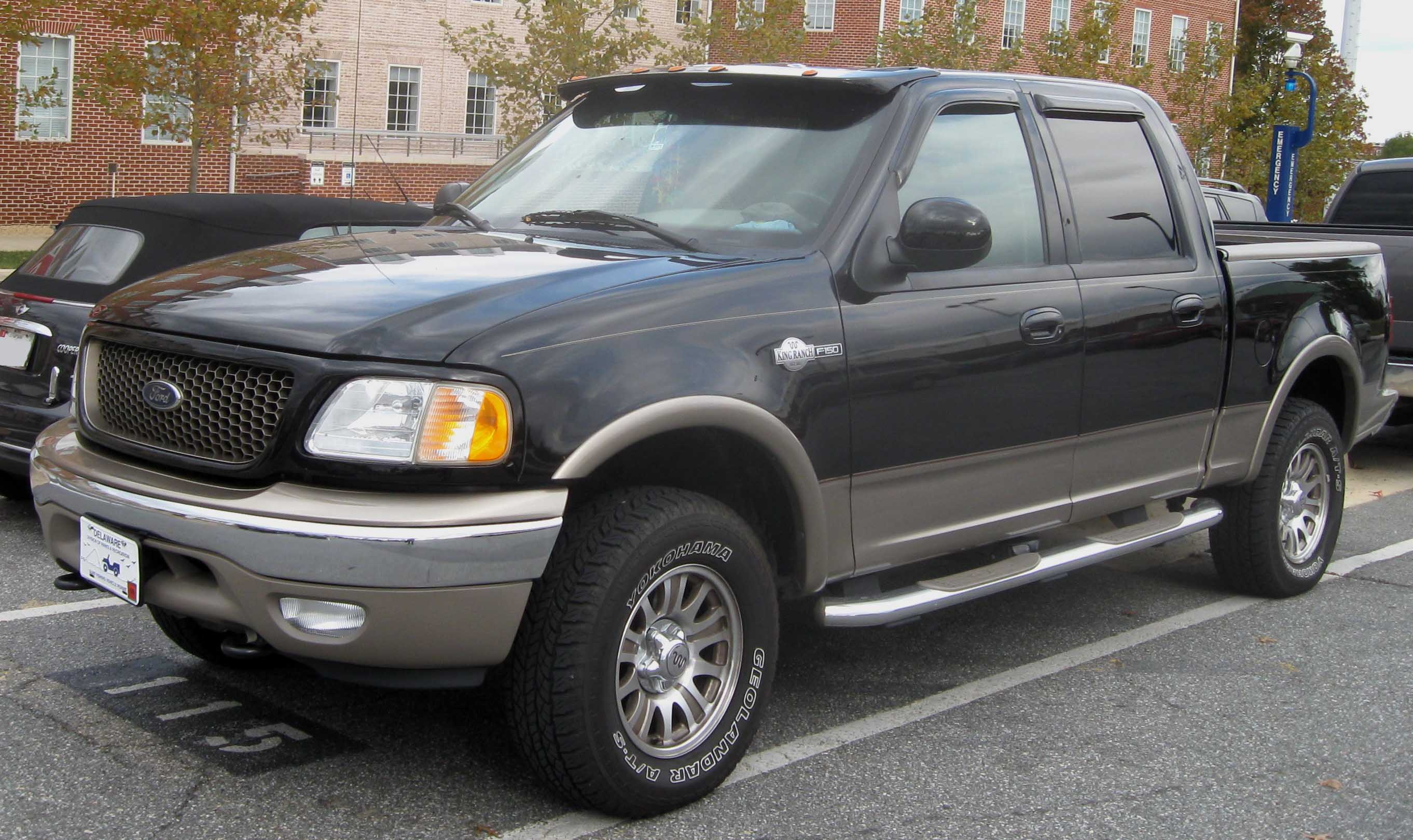
Vista frontal (modelo de quinta generación King Ranch)

Para 2002, esta versión de la F-150 fue vendida por distribuidores Lincoln-Mercury como el Lincoln Blackwood. La primera camioneta Lincoln, el Blackwood era una SuperCrew F-150 con Lincoln Navigator frontal de la carrocería y el interior. A diferencia de la mayoría de las camionetas, ésta fue rediseñada en un tronco con un tonel con corriente (tapa de la cajuela) y una cama totalmente forrada y acabada.
En 2001, Ford presentó el King Ranch Edition (cabina especial limitada). Esto le da a la camioneta un esquema de pintura 2 tonos con color primario negro, blanco, marrón, azul o verde con pintura inferior beige. El ajuste King Ranch tiene asientos de cuero y tapa de la consola hechas por King Ranch, con asientos de cubo y consola en la parte de atrás como una opción.
El SVT Lightning se produce a partir de 1999-2004 (Heritage) y sólo estaba disponible como una sola cama. Fue impulsado por un V-8 5.4L sobrealimentado y tenía la transmisión 4R100 resistente.
En 2000, Ford introdujo la Harley Davidson Edition.

## Sexta generación (2004-2008)
Para el año modelo 2004, el F-150 fue rediseñada en una plataforma totalmente nueva. Externamente similar a su predecesora, la undécima generación llevaba un estilo más afilado; un cambio importante fue la adopción de la ventanilla del conductor escalonada de las camionetas Super Duty. Independientemente del tipo de cabina, a todas las F-150 se les dio cuatro puertas. Ford también introdujo los motores Triton en las variantes 5.4L de la F-150 con 3 válvulas por cada cilindro y sistema variable de tiempo conocido como vct.

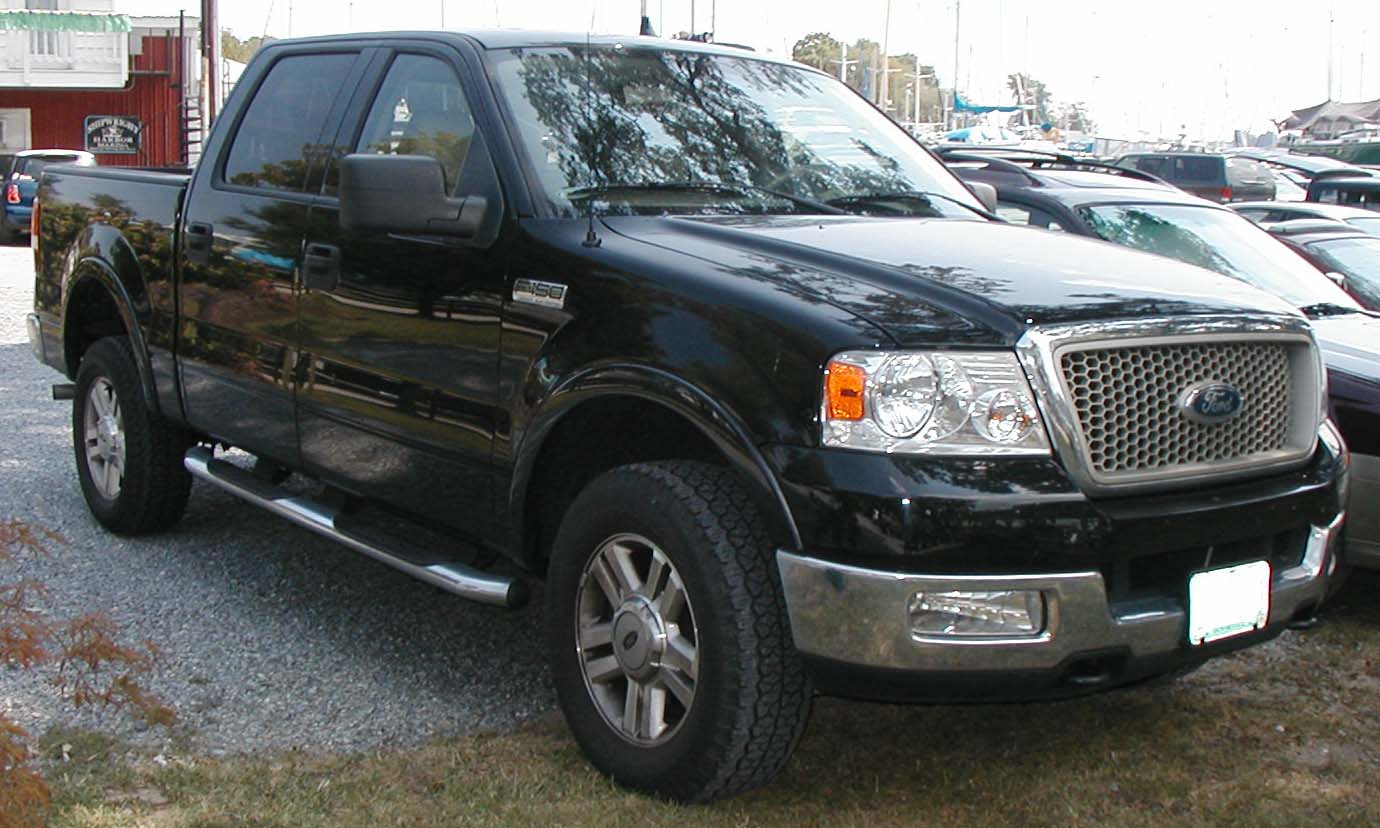
Vista frontal (modelo de sexta generación SuperCrew)

A finales de 2006, a las camionetas Super Duty también se les dio una plataforma totalmente nueva. Durante el uso de la misma cama y cabina que antes, estas se distinguen de sus predecesoras por un interior totalmente nuevo y unas lámparas de la parrilla y la cabeza mucho más grandes. Previamente disponible solo como un modelo de chasis-cabina, la F-150 ahora estaba disponible como una recogida directamente de Ford.
De 2005 a 2008, los concesionarios de Lincoln-Mercury vendieron esta versión de la F-150 como el Lincoln Mark LT. Sustitución del Blackwood, la Mark LT tenía una cama útil en lugar de la trompa de su predecesor. Este modelo fue descontinuado en 2009 en Estados Unidos, pero continuó a la venta hasta 2014 en México.

## Séptima generación (2009-2014)

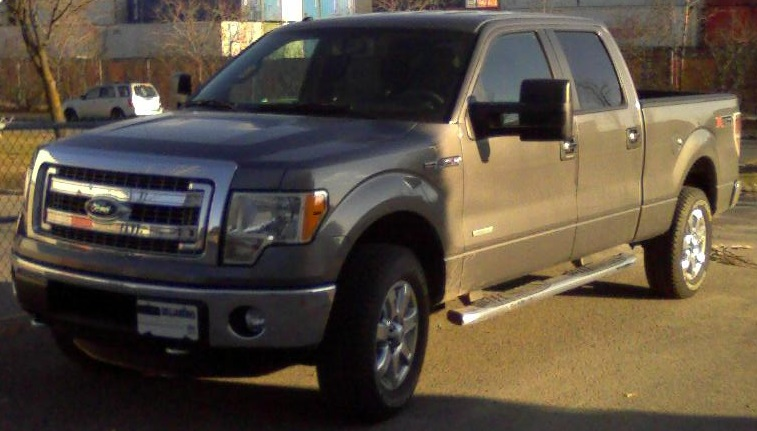
Vista frontal (modelo de séptima generación)

La decimosegunda generación de la Ford F-150 fue presentada en 2009. Al igual que su predecesor, esta camioneta se distingue por sus rejas de estilo Super Duty y faros frontales al estilo del Ford Edge y del Ford Expedition. Los modelos de cabina estándar tenían dos puertas en lugar de cuatro. Se prescindió por primera vez de la transmisión manual. La cama de carga al estilo flareside se continuó hasta el final de 2009. Fuera de México, la Lincoln Mark LT fue reemplazada por el F-150 Platinum. Para 2010 se incluyó un nuevo modelo, la SVT Raptor, un dedicado todoterreno pick-up.
También para 2010 Ford cambió su electrónica de una base de módulo eléctrico general al módulo de control computarizado y programable, permitiendo menos diferencias de piezas y opciones de actualización programables desde el concesionario o la fábrica.
Como parte de un mayor enfoque en el ahorro de combustible, toda la gama de motores para el F-150 (excluyendo el SVT Raptor) se actualizó para el modelo 2011. Junto con dos nuevos motores V8, el F-150 ganó un nuevo motor V6 de 3.7 L de base y un potente doble turbo de 3.5 L V6, apodado EcoBoost de Ford. La caja de cambios automática es la única opción. Otras modificaciones incluyen la adición de un sistema de dirección Nexteer Automotive Electric Power (EPS) en la mayoría de los modelos.

## Octava generación (2015-2020)
Ford dio a conocer en 2014 North American International Auto Show el 13 de enero de 2014. Gran parte de su diseño exterior viene de la Ford Atlas concept de 2013.

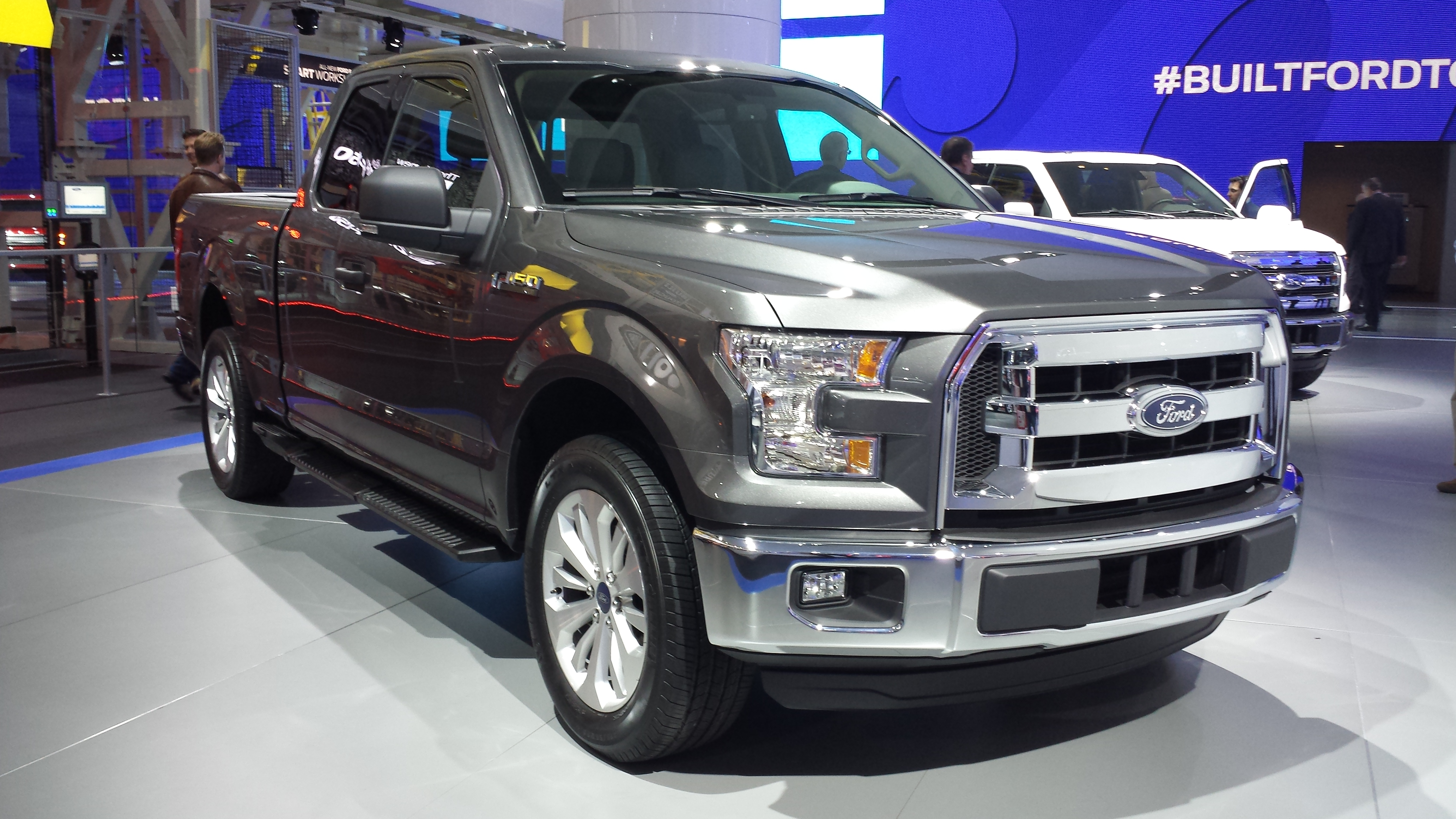
Vista frontal de la Ford F-150 (modelo 2015)

En un esfuerzo para aumentar la eficiencia el nuevo modelo de 2015 reduce 750 libras de peso en vacío. Para conseguirlo se usó de manera intensiva el aluminio en la estructura del cuerpo. El bastidor siguió siendo de acero de alta resistencia.
Para probar la durabilidad del diseño de aluminio durante el desarrollo, Ford inscribió prototipos camuflados en la carrera de resistencia Baja 1000, en la que los vehículos terminaron.

Esta generación fue la primera en introducir novedades tecnológicas como el Adaptative Cruise Control o el Active Park Assist.

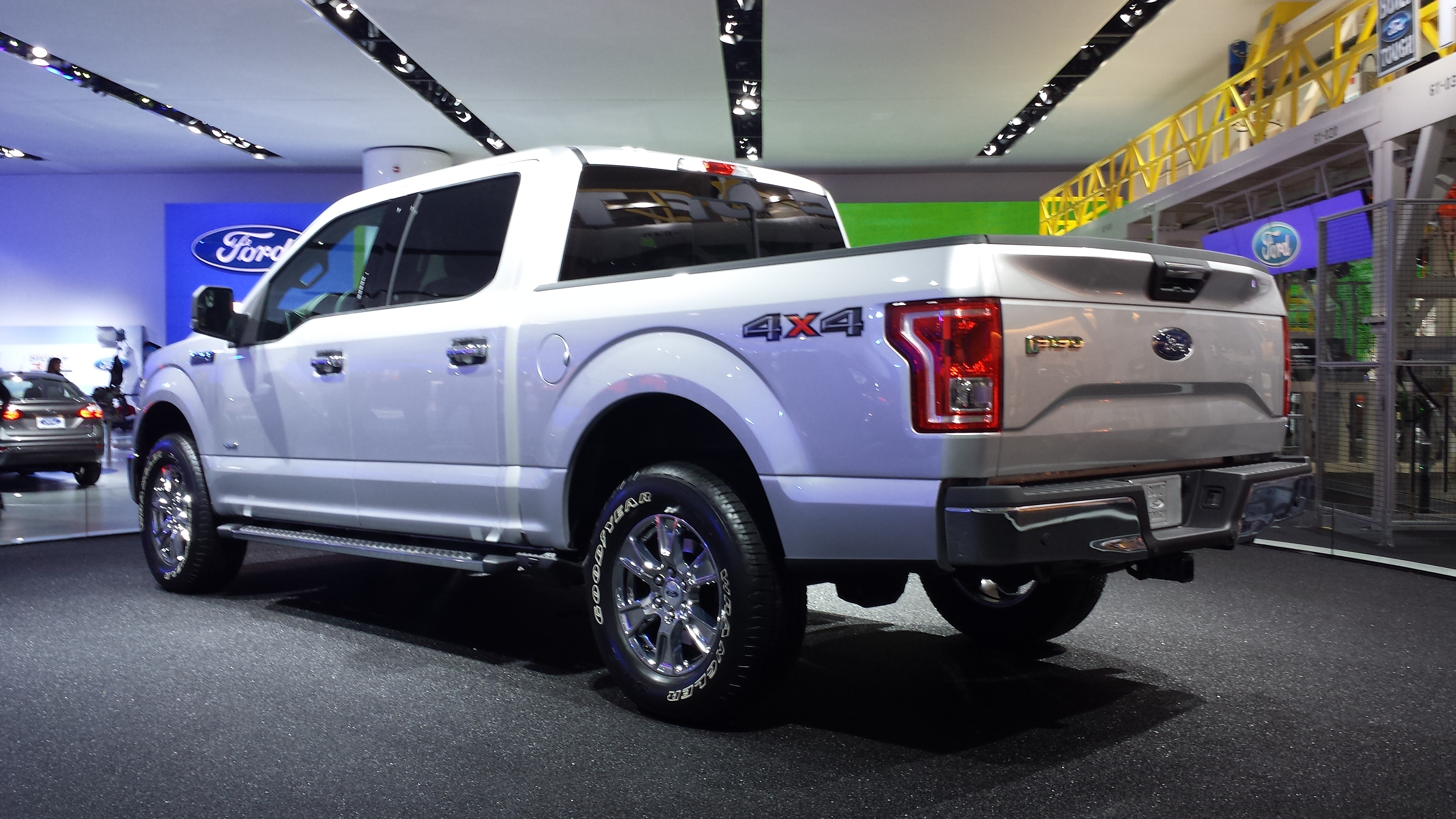
Vista posterior de la Ford F-150 (modelo 2015)

Se continuó utilizando parte de la línea de motores del modelo anterior. Entre los cambios, el 3.7L V6 fue retirado y se reemplazó por un nuevo 3.5L V6 como motor base. También se añadieron a las opciones un 3.5L EcoBoost V6. La opción del motor 6.2L V8 también fue descontinuada. Otra de las novedades para el modelo 2015 es un 2.7L EcoBoost V6, colocado por encima del V6 de 3.5L de aspiración natural.

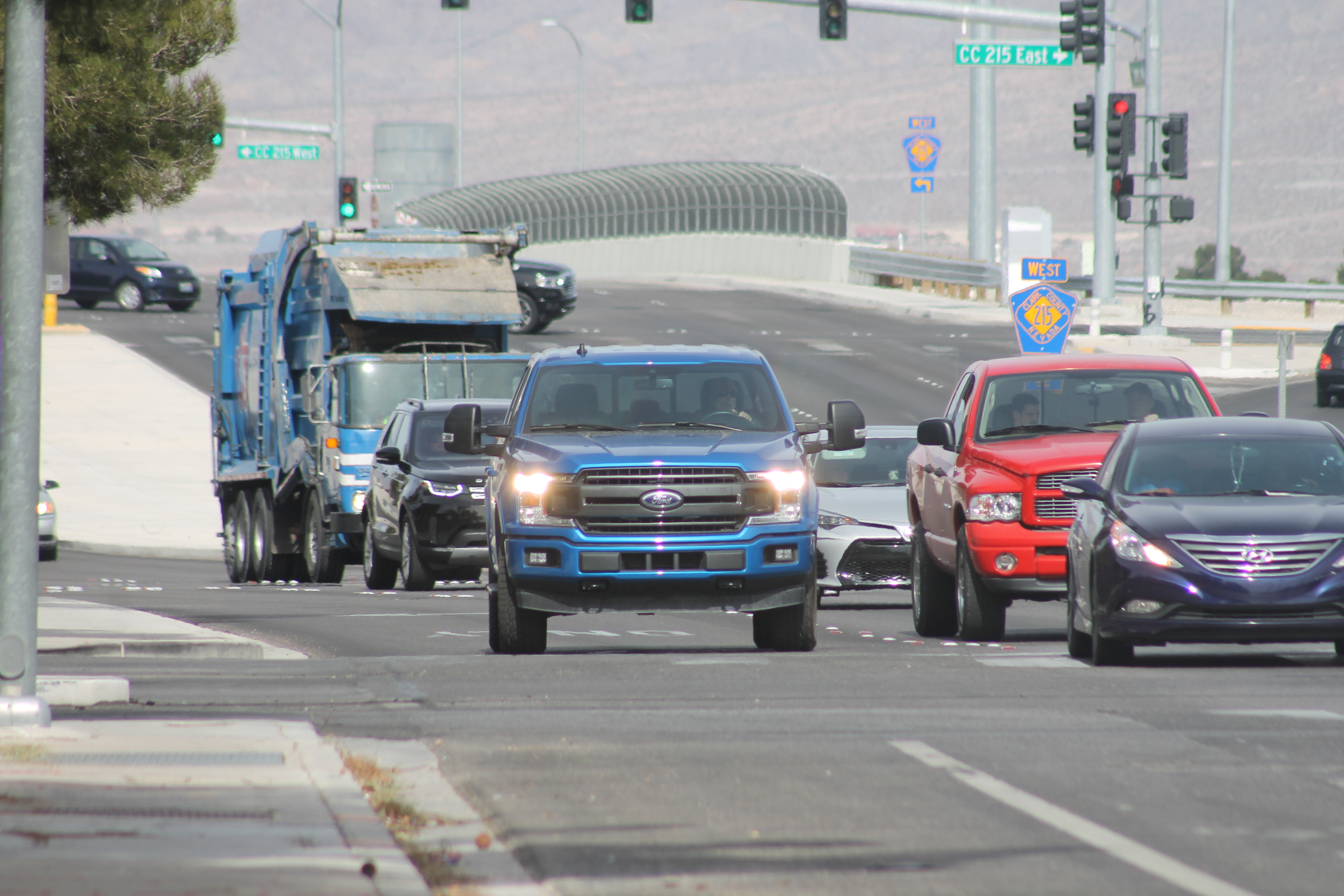
Ford F-150 (modelo 2018)

Para el modelo del año 2018, la F-150 recibió un rediseño de mitad de ciclo revelado en el Salón Internacional del Automóvil de Nueva York 2017. El diseño de la parrilla de tres barras se cambió a un diseño de dos barras que debutó en la línea de modelos Super Duty 2017. El V6 de 3,5L se sustituyó por un V6 de 3,3L acoplado a una transmisión de 6 velocidades. El motor V6 EcoBoost de 2,7L y los motores V8 de 5,0L se equiparon con un cambio automático de 10 velocidades (desde el Raptor) y capacidad de start and stop (anteriormente solo disponible en el EcoBoost de 2,7L) En 2018, se instaló por primera vez un motor diésel Power Stroke en la F-150, ya que Ford introdujo un V6 turboalimentado de 3,0L y 250 CV/440 lb-pie de par (de la línea de motores "León" compartida por PSA Peugeot Citroën y Jaguar Land Rover).
La versión SuperCrew de la F-150 2018 recibió la calificación Top Safety Pick del IIHS.

## Novena generación (2021 - presente)
A mediados de 2020 Ford presenta la nueva generación de la F-150. Esta generación trae importantes novedades, como la hibridación o la inclusión de sistemas de conducción autónoma como Active Drive Assist.

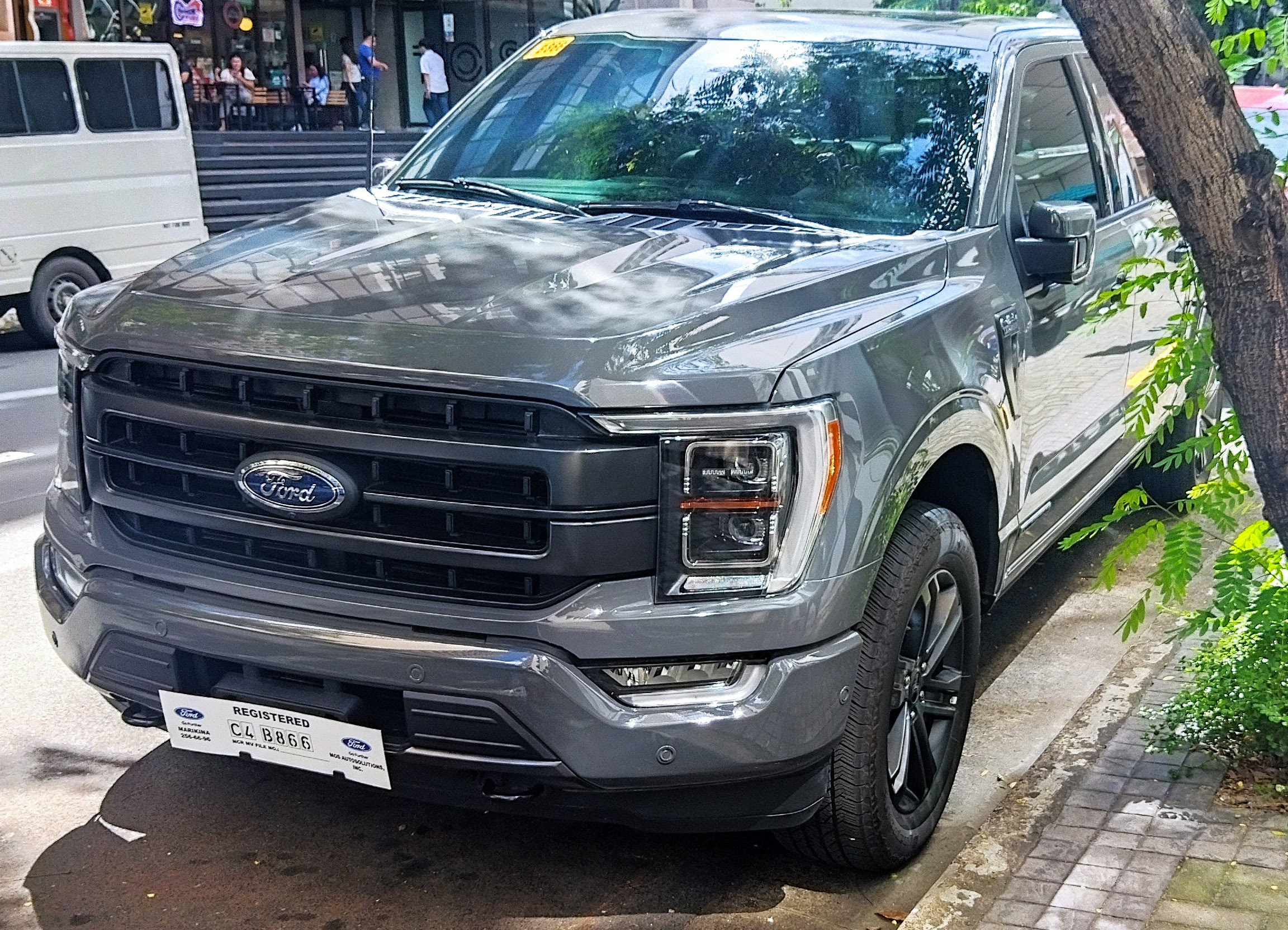
Ford F150 Sport (modelo 2022)

### Motores
A continuación, se presentan las diferentes configuraciones de propulsores, ordenadas de menor a mayor potencia:
| Motor                          | Potencia (CV) | Par Motor (Nm) |
| ------------------------------ | ------------- | -------------- |
| 3.3L Ti-VCT V-6                | 294           | 359.3          |
| 2.7L EcoBoost V-6              | 329           | 542.3          |
| 5.0L Ti-VCT V-8                | 405           | 555.9          |
| 3.5L EcoBoost V-6              | 405           | 677.9          |
| 3.5L PowerBoost Full Hybrid V6 | 436           | 772.8          |
| 3.5L PowerBoost Full Hybrid V6 | 456           | 691.5          |

## Ediciones especiales

### Ford F-150 Harley Davidson
En 2000, Ford lanzó la primera edición Harley Davidson F-150; que estaba disponible en una SuperCab con una cama de longitud estándar. Para 2001, la Harley-Davidson edición fue trasladado a la Supercrew F-150. En 2002, Ford optó por especializarse aún más la Harley Davidson edición colocándole el motor sobrealimentado del relámpago de SVT, con una polea ligeramente más grande para reducir el impulso de 2 libras. Coincidiendo con el centenario de Harley-Davidson, la edición de 2003 añadió el requisito 100 Aniversario de credencialización; estos estaban disponibles en Supercrew F-150 con la sobrealimentado de 5.4 L V-8.
Para el periodo 2004-09 F-150, la Harley-Davidson edición se convirtió en todo un paquete de apariencia; su disponibilidad se amplió a la serie F-250 y F-350 Super Duty.
El 10 de febrero de 2008 en el St. Louis Auto Show, la última versión de la Harley-Davidson F-150 fue introducido. La adopción de muchas características de lujo de la edición Platinum, esta Harley fue un paso más allá al ofrecer asientos forrados en cuero derivados de materiales auténticos de Harley-biker jacket, así como los tonos de escape necesarias y potencia para alcanzar una velocidad máxima de 115 millas por hora (185 km/h)
En 2012 Ford suspendió la Harley Davidson Edition y la reemplazó con la edición limitada.

### Ford F-150 SVT Raptor

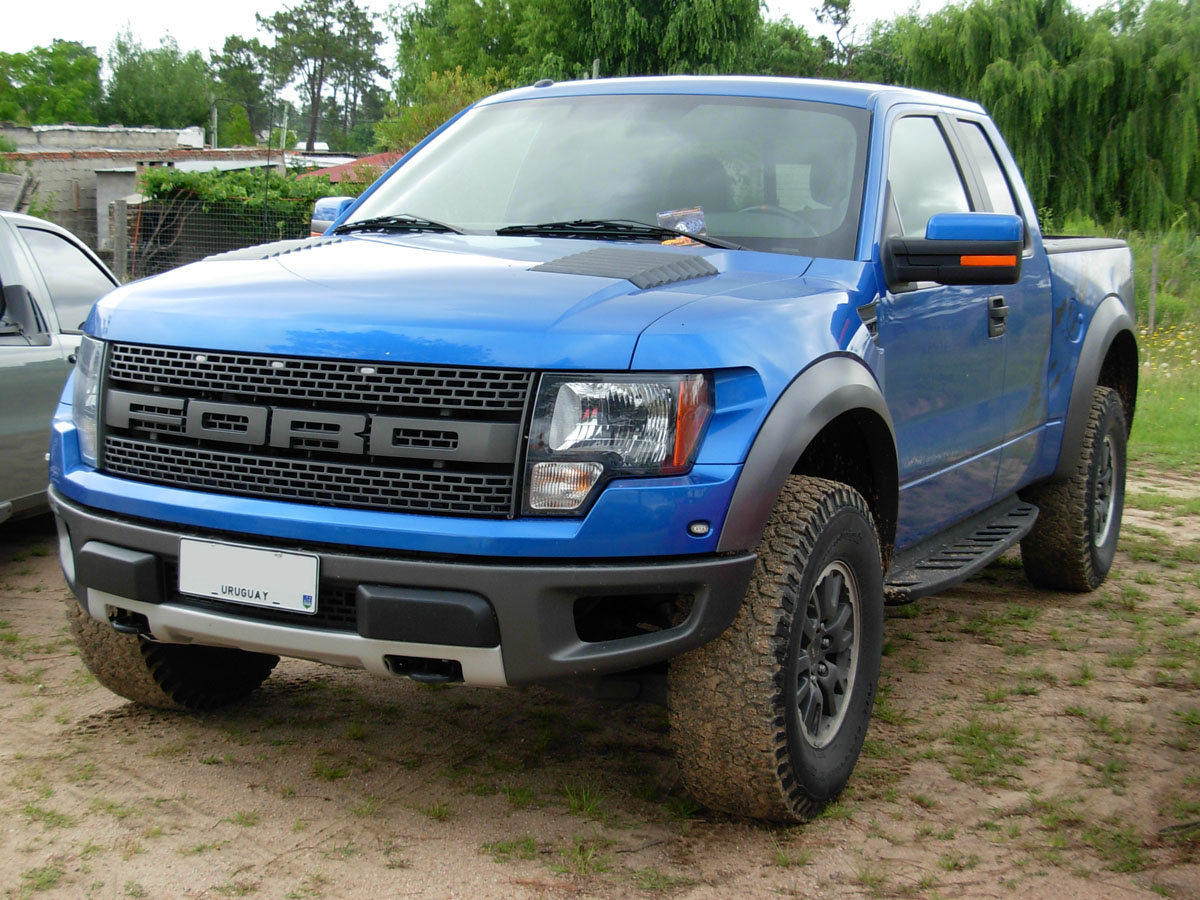
Vista frontal (modelo SVT Raptor)

Sus plantas de producción se sitúan en Estados Unidos, Canadá y México. Este modelo es una edición especial disponible con cabina y media o doble cabina y capacidad de hasta 3175 kilogramos (7000 lb). 
Su principal característica (GEN - 1 de 2009 a 2014) es su motor de 6.2 L con 411 caballos de vapor (405 HP), y una suspensión modificada por la división SVT, sobresaliente por sus amortiguadores especiales de la marca Fox Racing. Es una camioneta de calle inspirada en la carrera Baja 1000 de vehículos todo terreno y de tracción 4x4. Este modelo se hizo más conocido con su presencia en el juego Need for Speed: Most Wanted (2012) y Forza Horizon.
La versión más actualizada (GEN - 2 de 2017 a 2020) cuenta con un motor 3.5 L Twin Turbo de 450 HP y 510 ft/lb de torque. Nada en el SVT Raptor a excepción de la cabina se comparte con el resto de la gama F-150 / LOBO. No hubo producción de la Ford Raptor en los años 2015 y 2016.

### Ford F-150 Platinum
Ford dejó de vender la Lincoln Mark LT en los Estados Unidos y Canadá a partir del año modelo 2008. En su lugar a partir de 2010, Ford creó un ajuste de gama alta de la 2009 F-150 denominado F-150 Platinum. Debido a su popularidad continua allí, el platinum es rebautizado como el Lincoln Mark LT en México. 512 hp.

### F-150 Tremor
Para el año modelo 2014, Ford presentó el modelo de Tremor de la F-150. El tremor fue lanzado como el deporte de alto rendimiento para los entusiastas de camiones calle. El tremor se basa en el estilo de la Paquete de Apariencia FX con el motor EcoBoost 3,5 L y un eje trasero 4.10. El interior utiliza una palanca de cambios montada en el suelo, asientos de cubo personalizados y una consola central de flujo continuo que no se encuentra en ningún otro F-150. El tremor está disponible en 4x2 y 4x4. Ambas opciones cuentan con un diferencial trasero con bloqueo electrónico y suspensión personalizado.